# Sumène (Dordogne)
Die Sumène ist ein Fluss in Frankreich, der im Département Cantal in der Region Auvergne-Rhône-Alpes verläuft. Sie entspringt am Plateau de Trizac, im Regionalen Naturpark Volcans d’Auvergne, an der Gemeindegrenze von Collandres und Trizac. Die Sumène entwässert zunächst in nördlicher Richtung, nordwestlich von Riom-ès-Montagnes schwenkt sie aber plötzlich in westliche Richtung und mündet nach insgesamt rund 47 Kilometern an der Gemeindegrenze von Arches und Veyrières, im Rückstau der Barrage de l’Aigle, als linker Nebenfluss in die Dordogne. Bei ihrer Mündung stößt die Sumène an das benachbarte Département Corrèze in der Region Nouvelle-Aquitaine.

## Orte am Fluss
- Valette
- Menet
- Antignac
- Vebret
- Saignes
- Ydes
- Bassignac

## Sehenswürdigkeiten
- Kirche Église Saint Georges aus dem 12. Jahrhundert, in Ydes-Bourg, Monument historique
- Kirche Église Sainte Croix de Saignes aus dem 12. Jahrhundert, in Saignes, Monument historique
- Kapelle Chapelle Notre Dame du Château de Saignes aus dem 12. Jahrhundert, in Saignes, Monument historique